# Richard Hooker (író)
Hiester Richard Hornberger Jr. (Trenton, 1924. február 1. – Waterville, 1997. november 4.) amerikai író és sebész, aki Richard Hooker álnéven írt. Legismertebb műve a MASH (1968) című regénye volt, amely a koreai háború alatt (1950–1953) az Egyesült Államok hadseregének sebészorvosaként szerzett tapasztalatain alapul és W. C. Heinzzel együttműködve íródott. Ez szolgált egy díjnyertes, kritikailag és üzletileg sikeres film – M*A*S*H (1970) – alapjául, majd két évvel később egy elismert, azonos című televíziós sorozatot is forgattak belőle (1972–1983).

## Tanulmányai
A hightstowni Peddie School-ba járt. A Bowdoin College-ben végzett Brunswickben, Maine államban, ahol a Beta Theta Pi testvériség aktív tagja volt. Felsőoktatási tanulmányait a new york-i Cornell Medical Schoolban végezte el.

## Katonai tapasztalata
Az orvosi egyetem elvégzése után besorozták, és a koreai háborúba került, a 8055-ös Mobile Army Surgical Hospital-ba (M.A.S.H.) osztották be. Az egységhez vezényelt egyik orvos szerint "nem a frontvonalban, de közel voltak. Sátrakban éltek és dolgoztak. Nyáron meleg volt, télen pedig a hidegnél is hidegebb." A műtőasztal fűrészbakon egyensúlyozott hordágyból állt.
A M.A.S.H. orvosok többnyire húszas éveikben jártak, sokuk kevés sebészeti gyakorlattal. A harcok során az egységek „naponta akár 1000 áldozatot is veszíthettek”. "A koreai harcokat az jellemezte" – emlékezett Hornberger egyik tiszttársa –, "ha volt egy egyhetes vagy tíznapos időszak, amikor nem történt semmi, akkor utána 'lökés' lesz, hirtelen tömegével érkeznek sebesültek, akik egyszerűen elárasztanak bennünket.” Egy másik sebész úgy emlékezett vissza, hogy „hosszú ideig nem sok minden történt” – a látszólagos biztonság légkörében – "rengeteg játékidő volt… Amikor a dolgok csendesek voltak, leültünk és olvasgattunk. Néha az ápolónők táncoltak egy kicsit."
Egy kolléga úgy jellemezte Hornbergert, mint "nagyon jó sebész, akinek óriási humorérzéke van".

## Magánpraxis és írói karrier
A háború után az Egyesült Államok Veteránok Adminisztrációjának (The United States Department of Veterans Affairs) dolgozott, képesítést szerzett a sebészeti bizottságaira, és magánpraxisba kezdett a maine-i Waterville-ben. Végül a Maine állambeli Bremenben, a Broad Cove-ban helyezkedett el a gyakorlatban.
A 8055-ös M.A.S.H. tapasztalata volt a MASH: A Novel About Three Army Doctors (1968) című regényének alapja, melyen tizenegy évig dolgozott. 1956-ban kezdte emlékeit könyvbe foglalni. Az 1960-as években egy volt M.A.S.H. kolléga és felesége – ápolónő az osztályon – látogatása során ittak és meséltek egymásnak, és Hornberger később azt állította: ez az este új lökést adott neki, hogy befejezze kéziratát.
A MASH-t sok kiadó elutasította. Együttműködött a híres sport szakíróval, W. C. Heinzzel az átdolgozáson. Egy évvel később a könyvet a William Morrow and Company megvásárolta. A Richard Hooker álnéven megjelent regény nagy sikert aratott.

### MASH adaptációk
A MASH-t azonos című filmként adaptálták, Robert Altman rendezte és 1970-ben mutatták be. Öt Oscar-díjra jelölték, és nyert a legjobb adaptált forgatókönyv kategóriában. John Baxter író szerint Hornberger "annyira dühös volt, hogy csak néhány száz dollárért adta el a filmjogokat, hogy soha többé nem dedikálta könyve példányait."
Következett egy tévésorozat, amely 1972-ben debütált, és tizenegy évadon keresztül futott nagy népszerűség mellett. Állítólag Hornbergernek nem tetszett Alan Alda Sólyomszemének alakítása, így Robert Altman filmjét részesítette előnyben, amelyben Pierce-t Donald Sutherland alakította.

### MASH folytatások
Megírta a MASH folytatásait – M*A*S*H Goes to Maine (1972) és M*A*S*H Mania (1977) –, amelyek egyike sem élvezte az eredeti üzleti sikerét. Míg a MASH meglehetősen hűen tükrözte Hornberger koreai szolgálatát, folytatásai a "Swamp Gang" poszt-Korea tevékenységét mutatták be a Maine állambeli Spruce Harbor kitalált városában 1953-tól az 1970-es évekig. Az M*A*S*H Goes to Maine című film megbukott.
Franchise-on alapuló regénysorozat jelent meg az M*A*S*H Goes to Maine és az M*A*S*H Mania között, melyben a szereplők különböző helyszínekre utaznak, többek között Moszkvába, New Orleansba, San Franciscoóba és Párizsba. A könyvek "Richard Hooker és William E. Butterworth" nevéhez kötődnek, bár azokat teljes egészében Butterworth írta. Sebtében megírták, hogy hasznot húzzanak a tévéműsor népszerűségéből, de ezeknek kétes irodalmi értékei voltak.

## Későbbi élete és halála
Könyve és a megfilmesítések sikere után Hornberger sebészként dolgozott Waterville-ben, egészen 1988-as nyugdíjazásáig. 73 éves korában, 1997. november 4-én halt meg leukémiában.

## Megjelent munkái
1. MASH: A Novel About Three Army Doctors (1968)
2. M*A*S*H Goes to Maine (Jun 1971)
3. M*A*S*H Goes to New Orleans (with William E. Butterworth) (Jan 1975)
4. M*A*S*H Goes to Paris (with William E. Butterworth) (Jan 1975)
5. M*A*S*H Goes to London (with William E. Butterworth) (June 1975)
6. M*A*S*H Goes to Morocco (with William E. Butterworth) (Jan 1976)
7. M*A*S*H Goes to Las Vegas (with William E. Butterworth) (Jan 1976)
8. M*A*S*H Goes to Hollywood (with William E. Butterworth) (April 1976)
9. M*A*S*H Goes to Miami (with William E. Butterworth) (Sep 1976)
10. M*A*S*H Goes to San Francisco (with William E. Butterworth) (Nov 1976)
11. M*A*S*H Goes to Vienna (with William E. Butterworth) (June 1976)
12. M*A*S*H Goes to Montreal (with William E. Butterworth) (1977)
13. M*A*S*H Goes to Texas (with William E. Butterworth) (Feb 1977)
14. M*A*S*H Goes to Moscow (with William E. Butterworth) (Sep 1977)
15. M*A*S*H Mania (1977)

### Magyarul
- M*A*S*H. Regény három katonaorvosról; Könyvmolyképző, Szeged, 2014 · ISBN 9789633736807 · fordította: Pék Zoltán[9] (Sötét örvény sorozat)

## Fordítás
- Ez a szócikk részben vagy egészben  a   Richard Hooker (author) című angol Wikipédia-szócikk fordításán alapul.  Az eredeti cikk szerkesztőit annak laptörténete sorolja fel. Ez a jelzés csupán a megfogalmazás eredetét és a szerzői jogokat jelzi, nem szolgál a cikkben szereplő információk forrásmegjelöléseként.